# Usine de Beaufonds
Pour les articles homonymes, voir Beaufonds (homonymie).
L'usine de Beaufonds est une usine désaffectée de l'île de La Réunion, département d'outre-mer français dans le sud-ouest de l'océan Indien. 

## Histoire
Située près du centre-ville de Saint-Benoît, cette sucrerie fut un important centre du traitement de la canne à sucre dans l'Est de cette île jusqu'à sa fermeture en 1996. L'usine a été construite entre 1827 et 1834. Le terrain d'habitation dit Beaufonds appartenait au XIXe siècle à Jean-Baptiste Hubert-Montfleury.
Sa cheminée, la cheminée Beaufonds, est inscrite en totalité à l'inventaire supplémentaire des Monuments historiques depuis le 27 juin 2002, ainsi que son terrain d’assiette.
La distillerie Rivière du Mât, qui a déménagé de son ancienne adresse pour s'installer à Beaufonds en 1986, réutilise certains vestiges de l'usine. C'est le cas notamment de la boutique à l'entrée du site.
Un projet de réhabilitation, en Usine de transformation du Chanvre est porté par le collectif Hybrid Department. Ce projet conservera la partie monument historique tout en sécurisant cette même partie, offrant un accès touristique privilégié. 

## Galerie

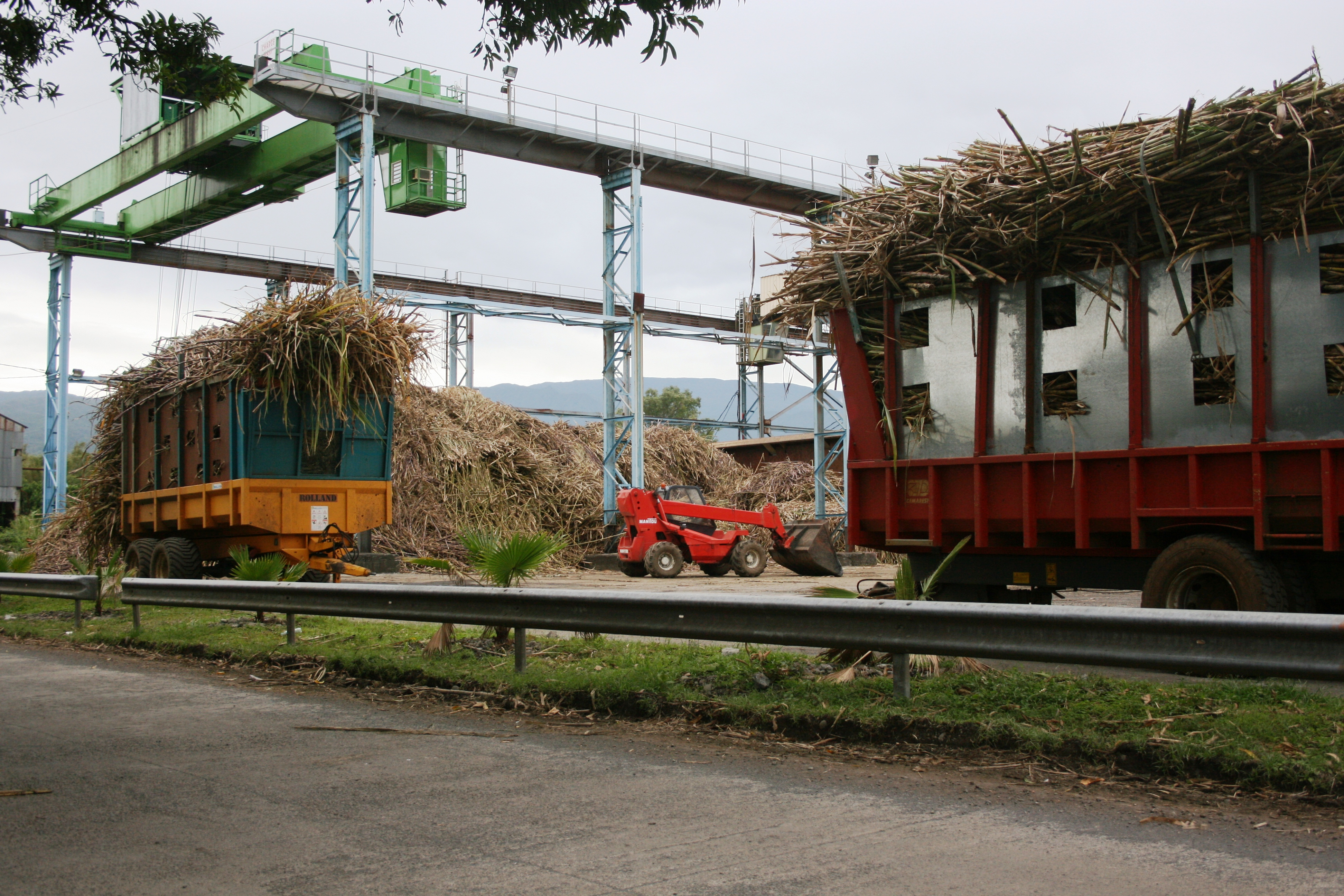
Des remorques de canne à sucre, de nos jours
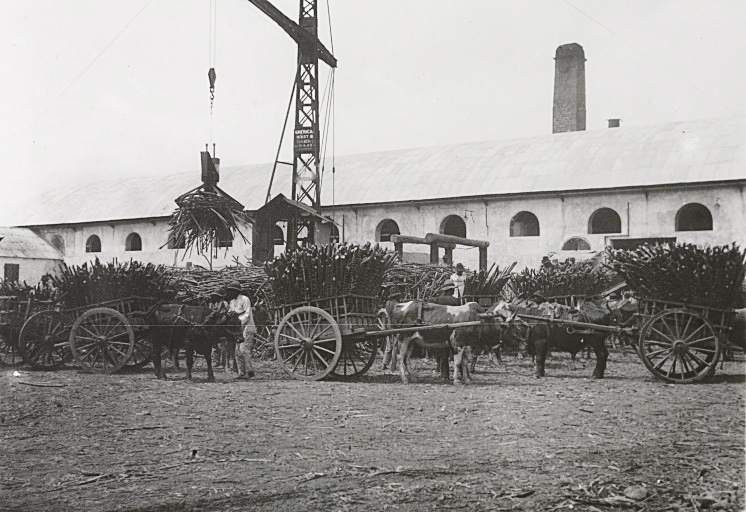
Le déchargement d'un charroi de cannes à sucre à la sucrerie de Beaufonds à la fin du XIXe siècle
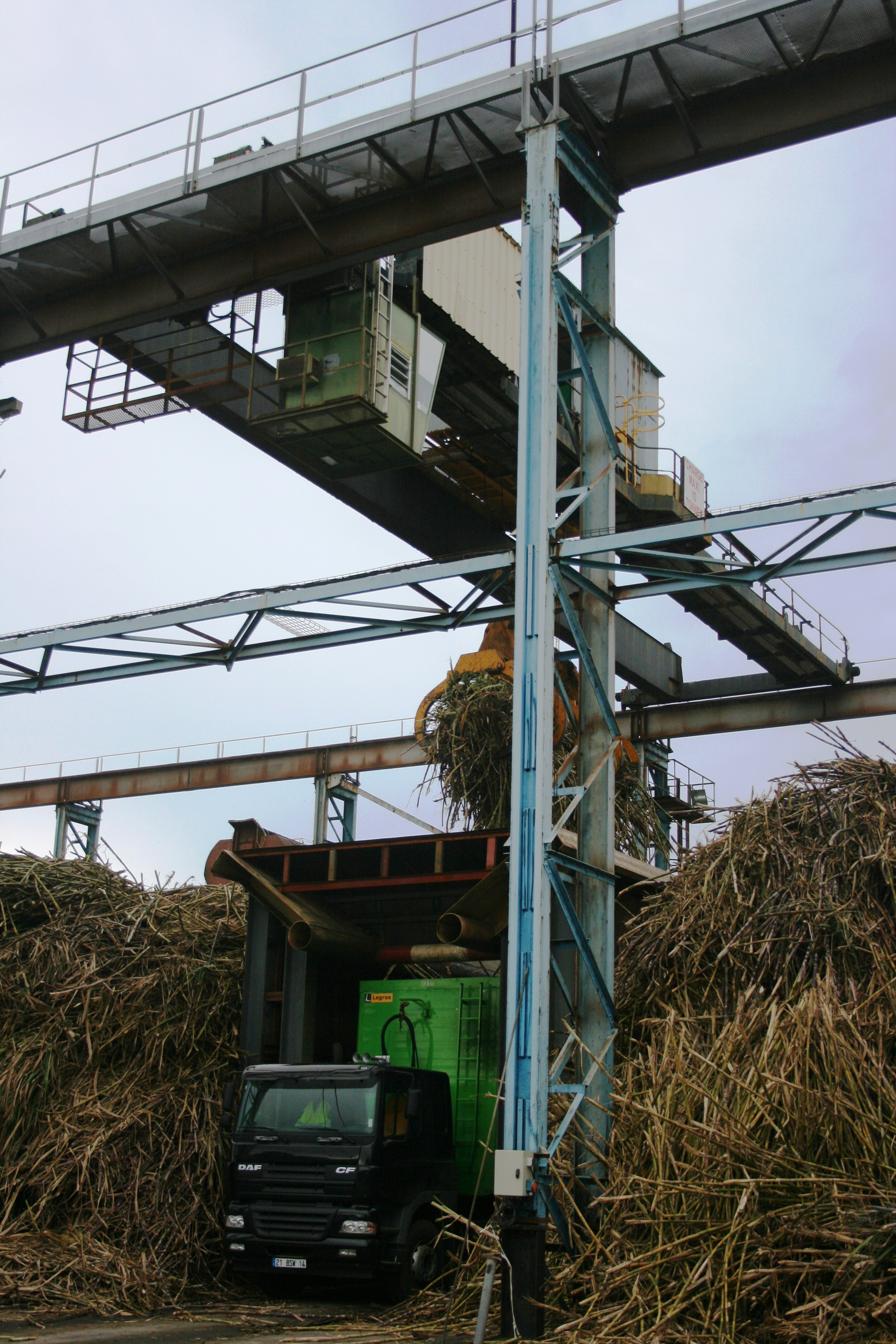
Chargement d'un cachalot sur le site de l'ancienne usine de Beaufonds.